# José Théodore
José Nicholas Roosevelt Théodore (* 13. September 1976 in Laval, Québec) ist ein ehemaliger kanadischer Eishockeytorwart, der zwischen 1996 und 2013 für die Montréal Canadiens, Colorado Avalanche, Washington Capitals, Minnesota Wild und Florida Panthers in der National Hockey League aktiv war. In der Saison 2001/02 gewann er als dritter Torwart der Ligageschichte in derselben Spielzeit die Hart Memorial Trophy als wertvollster Spieler und die Vezina Trophy als bester Torhüter.

## Karriere
José Théodore wurde beim NHL Entry Draft 1994 von den Canadiens de Montréal in der zweiten Runde (Position 44) gezogen. In den kommenden zwei Jahren spielte er in der QMJHL bei den Hull Olympiques. In der Saison 1995/96 kam er zum ersten Mal in der NHL zum Einsatz, allerdings nur für neun Minuten. Doch er wurde in den nächsten Jahren häufiger eingesetzt, auch wenn er hauptsächlich für das Farm Team Fredericton Canadiens in der AHL spielte. Den Durchbruch schaffte er dann endlich in der Saison 2000/01, als er zum ersten Torhüter seines Teams aufstieg.

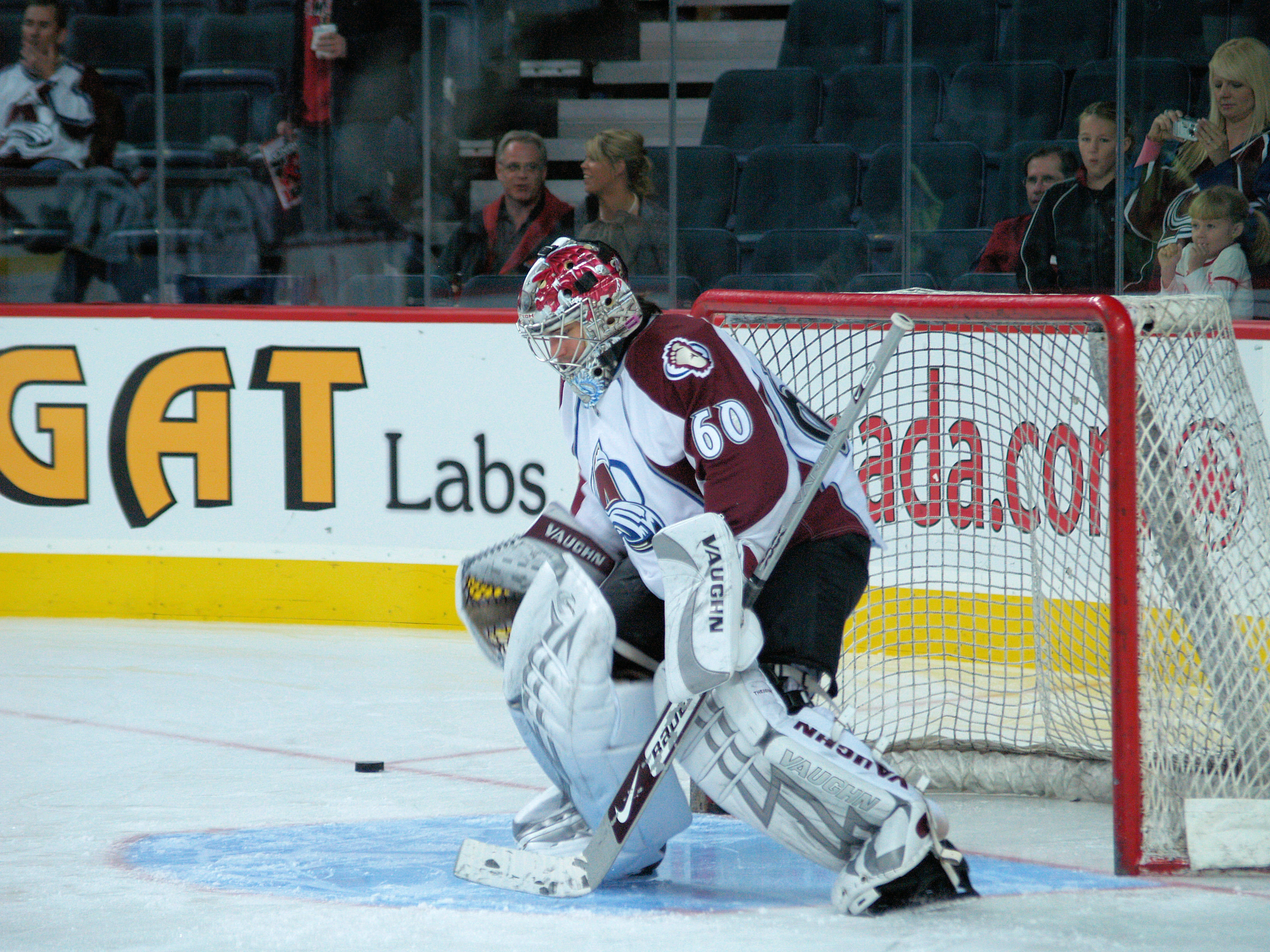
Théodore im Dress der Colorado Avalanche

Seine beste Saison spielte er 2001/02. Er wurde als erst siebter Goalie der NHL-Geschichte und gleichzeitig als Jüngster zum wertvollsten Spieler der Saison gewählt und mit der Hart Memorial Trophy geehrt. Ebenso bekam er die Vezina Trophy als bester Torhüter der Saison. Eine weitere Belohnung bekam er von seinem Team: Einen Dreijahresvertrag über 16,5 Millionen US-Dollar.
Bedingt durch den Ausfall der Saison 2004/05 unterschrieb Théodore einen Vertrag bei Djurgårdens IF in der schwedischen Elitserien und erreichte mit Djurgården das Playoff-Halbfinale.
Zu Beginn der Saison 2005/06 unterschrieb er bei den Canadiens de Montréal einen neuen Dreijahresvertrag über 16 Millionen Dollar. Während der Saison kam der Verdacht des Dopings gegen Théodore auf, als er Anfang Februar 2006 positiv getestet wurde. Grund dafür war ein Haarwuchsmittel, das er bereits acht Jahre lang benutzte. Die Benutzung des Mittels selbst wirkt nicht leistungssteigernd, doch kann durch die Verwendung die Einnahme von Nandrolon verschleiert werden. Théodore erhielt keine Strafe durch die NHL, nachdem er ein Attest vorlegte, dass er das Haarwuchsmittel für therapeutische Zwecke verwende. Für internationale Spiele wurde er aber für zwei Jahre gesperrt.

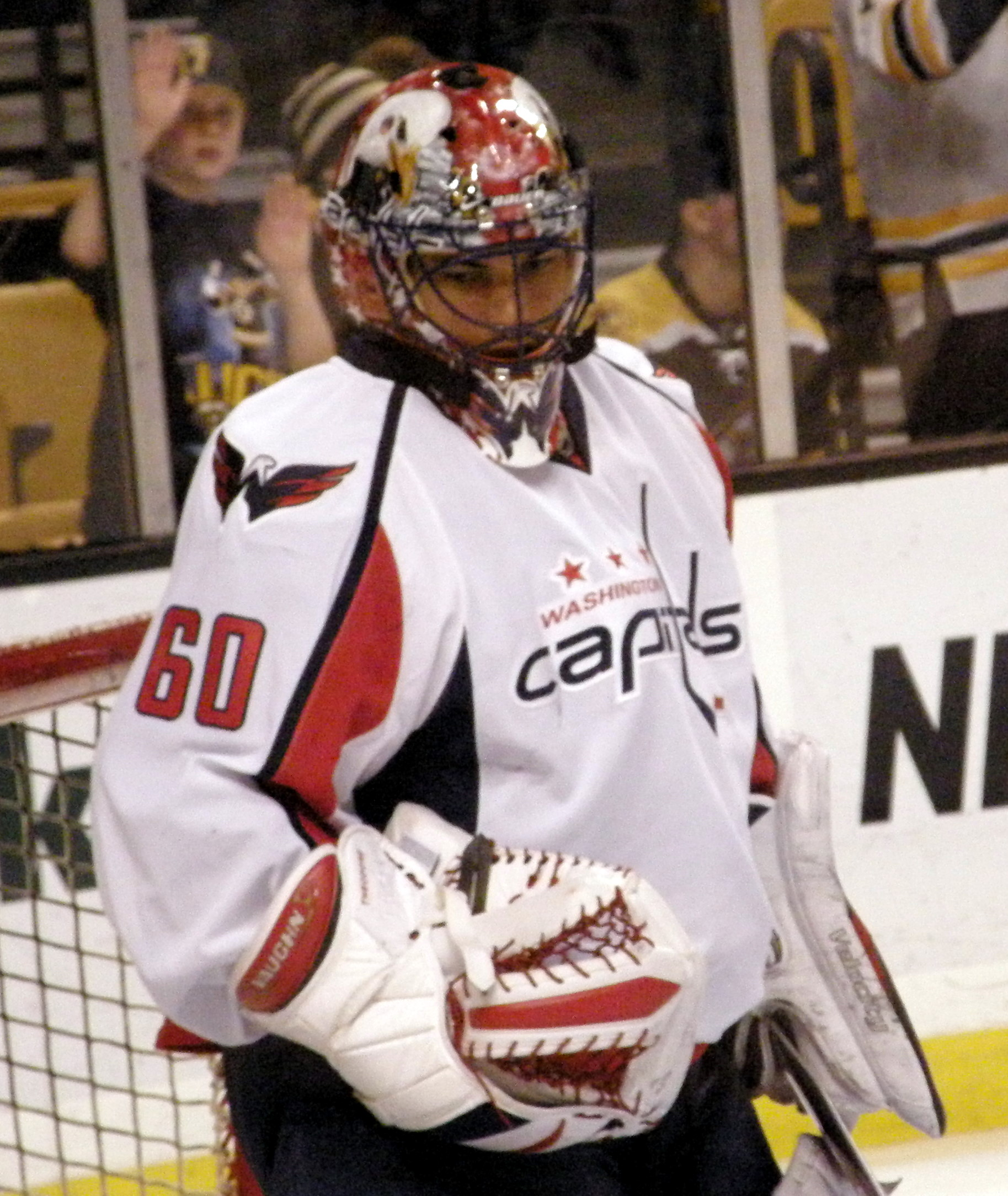
Théodore im Trikot der Washington Capitals

Im März 2006 wurde Théodore in einem Tauschgeschäft zu den Colorado Avalanche transferiert. Im Gegenzug wechselte Colorados Nummer 1, der Schweizer David Aebischer, zu den Canadiens. Wegen einer Verletzung konnte er allerdings nur fünf Spiele in den letzten Wochen der Saison bestreiten, doch er schaffte es mit seinem neuen Team Colorado Avalanche gleich in die Play-offs.
Die Saison 2006/07 startete er als Stammtorhüter. Am 21. Oktober 2006 trat er zum ersten Mal mit Colorado bei seinem ehemaligen Team in Montreal an. Das Spiel wurde für Théodore zum Desaster. Nach 25 Minuten führte Colorado mit 4-2, doch im restlichen Spiel kassierte er noch sechs Gegentreffer, davon alleine fünf in der ersten Viertelstunde des letzten Drittels. Die Canadiens gewannen am Ende mit 8-5. Auch im Laufe der Saison brachte er keine konstanten Leistungen und wurde schließlich vom 24-jährigen Peter Budaj als Stammtorhüter abgelöst.
Zwischen 2008 und 2010 spielte er für die Washington Capitals als Stammtorhüter, bekam aber nach der Saison 2009/10 keine Vertragsverlängerung. Am 1. Oktober 2010 wurde er von den Minnesota Wild für ein Jahr verpflichtet. Am 1. Juli 2011 unterschrieb Théodore für zwei Jahre bei den Florida Panthers.
Als er nach Vertragsende von keinem NHL-Team verpflichtet wurde, erhielt er im Dezember 2013 einen Posten als Analyst beim frankokanadischen Sportsender TVA Sports.

## Erfolge und Auszeichnungen
| - 1995 LHJMQ Second All-Star Team - 1995 Coupe-du-Président-Gewinn mit den Hull Olympiques - 1995 Trophée Guy Lafleur - 1995 Defensiver LHJMQ-Spieler des Jahres - 1996 LHJMQ Second All-Star Team - 2002 Teilnahme am NHL All-Star Game | - 2002 Hart Memorial Trophy - 2002 Vezina Trophy - 2002 Roger Crozier Saving Grace Award - 2002 NHL Second All-Star Team - 2004 Teilnahme am NHL All-Star Game - 2010 Bill Masterton Memorial Trophy |

### International
- 1996 Goldmedaille bei der Junioren-Weltmeisterschaft
- 1996 All-Star-Team bei der Junioren-Weltmeisterschaft
- 1996 Bester Torwart der Junioren-Weltmeisterschaft
- 2004 Goldmedaille beim World Cup of Hockey